# Len (banda)
Len es una banda canadiense de rock alternativo, que está radicado en Montreal, Quebec. Son conocidos internacionalmente por ser un one-hit wonder con la canción "Steal My Sunshine", de 1997, que fue incluida en el videojuego Sing Star '90s, de PlayStation 3. También se incluyó una canción del grupo en la película de la serie animada Digimon. La banda está compuesta por Marc Costanzo (guitarra y canto) y Sharon Costanzo (bajo y canto), D-Rock, DJ Moves, Drunkness Monster y Planet Pea.

## Discografía
La banda ha grabado los siguientes discos y canciones:

### Álbumes
- Superstar (1994)
- Get Your Legs Broke (1996)
- You Can't Stop the Bum Rush (1999)US #46, RIAA: Gold.
- We Be Who We Be (2003)
- The Diary of the Madmen (2005)
- It's Easy If You Try (2012)

### EP y sencillos
- "Self-titled" Cassette EP (1992)

#### Superstar
- "Slacker" (1994)
- "Candy Pop" (1995)
- "Showoff" (1995)

#### Get Your Legs Broke
- "Smarty Pants" (1996)
- "She's Not" (1997)
- "Trillion Daze" (1997)

#### You Can't Stop the Bum Rush
- Steal My Sunshine (1999) #9 U.S., #8 UK, #3 AUS, #1 CA
- "Feeling Alright" (2000) #28 UK, #26 CA
- "Cryptik Souls Crew" (2000)

#### Digimon the Movie Soundtrack
- "Kids in America" (2000)

#### We Be Who We Be
- "Bobby" (2003)

#### The Diary of the Madmen
- "It's a Brother Sister Thing" (2003)

#### It's Easy If You Try
- "It's My Neighbourhood" (2012)

## Premios
| Ceremonia              | Año  | Premio                    | Canción             |
| ---------------------- | ---- | ------------------------- | ------------------- |
| MuchMusic Video Awards | 1999 | Mejor vídeo               | "Steal My Sunshine" |
| MuchMusic Video Awards | 1999 | Mejor vídeo de pop        | "Steal My Sunshine" |
| MuchMusic Video Awards | 1999 | Vídeo canadiense favorito | "Steal My Sunshine" |